# Aviosuperficie Guglielmo Zamboni
L'aviosuperficie Flyozzano,  precedentemente Aviosuperficie G Zamboni è un'aviosuperficie italiana situata a Ozzano dell'Emilia nella città metropolitana di Bologna.
Ospita una scuola di volo.

## Storia
È nata con il nome di aviosuperficie Aerdelta.